# Сансон, Николя
Николя́ Сансо́н (1600—1667) — французский историк и картограф.

## Биография
Родился 20 декабря 1600 года в Абвиле. Давал уроки географии королям Франции Людовику XIII и Людовику XIV. Король Франции Людовик XIII назначил его придворным картографом и членом государственного совета, а когда однажды приехал в Абвиль, то предпочёл остановиться в небогатом доме Сансона. Активную деятельность начал с 1627 года, составив карту Франции. Свою первую карту «Postes de France» опубликовал в 1632 году.

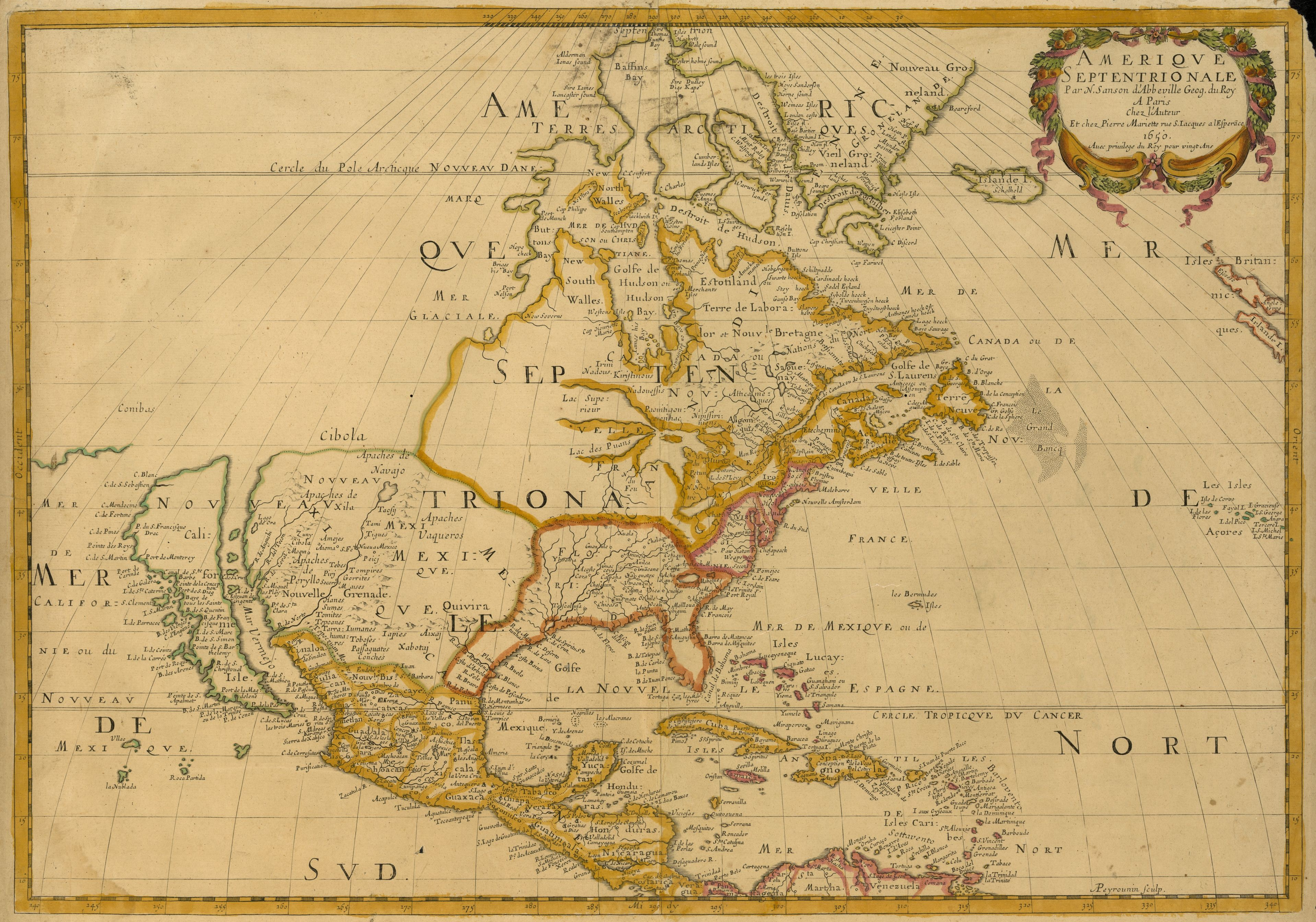
Карта Северной Америки 1650 года

Карты и атласы созданные им, издавались с 1654 до 1676 года. После его смерти 7 июля 1667 года в Париже дело было продолжено его сыновьями (также ставшими королевскими картографами) Гийомом Сансоном (1633—1703) и Адриеном (1639—1718) в партнёрстве с другими картографами; старшего сына Николаса он потерял в 1648 году во время Фронды.
Также известен факт, что в 1648 году Николас Санон выпустил довольно подробную карту России, что в корне меняет сегодняшнюю дискуссию относительно термина «Московия», применяющегося к этому периоду времени, относительно территории российского государства. Также на основании этого факта можно утверждать, что в дипломатической переписке французского двора использовалось общепринятое название российского государства.